# Соколовка (Называевский район)
Соколовка — деревня в Называевском районе Омской области. В составе Большепесчанского сельского поселения.

## История
Основана в 1896 г. В 1928 г. состояла из 122 хозяйства, основное население — украинцы. Центр Соколовского сельсовета Называевского района Омского округа Сибирского края.

## Население
| 1926 | 2002 | 2010 |
| ---- | ---- | ---- |
| 621  | ↘111 | ↘38  |